# 네뷸러 (마블 코믹스)
네뷸라(Nebula)는 마블 코믹스가 출판하는 만화책의 등장인물이다. 첫 등장은 Avengers #257 (1985년 7월)이다. 네뷸라는 우주에서 활동하는 해적이나 용병으로 그려져 어벤저스 및 실버 서퍼의 적으로 자주 등장했다. 네뷸라는 텔레비전 애니메이션과 비디오 게임 등 만화 이외의 미디어에도 등장하고 있으며, 2014년 영화 《가디언즈 오브 갤럭시》에는 캐런 길런이 연기한다.

## 출판의 역사
네뷸러는 작가 로저 스턴과 아티스트 존 부세마에 의해 창조되어, 어벤져스 제257호 (1985년 7월)에 처음 등장했다.

## 능력
네뷸러는 뛰어난 전투원으로, 천재적인 지능을 가진 전략가이다. 네뷸러의 손목에 장착된 블래스터는 인간을 즉시 소각할 수 있는 위력을 가지고 있다. 또한 환각 프로젝션 장비와 분자 변환 장치로 시각적 및 물리적으로 자신의 모습을 위조할 수 있다. 네뷸러는 사이보그화되어 있으며, 왼쪽 눈과 왼쪽 팔과 왼쪽 어깨는 인공물로 대체하고있다. 또한 머리의 왼쪽과 오른쪽 허리 부분은 금속으로 덮여 있다.

## 담당 배우

### 영화
- 가디언즈 오브 더 갤럭시 (2014) - 캐런 길런
- 가디언즈 오브 갤럭시 VOL. 2 (2017) - 캐런 길런
- 어벤져스: 인피니티 워 (2018) - 캐런 길런
- 어벤져스: 엔드게임 (2019) - 캐런 길런